# Passignano sul Trasimeno
Passignano sul Trasimeno is een gemeente in de Italiaanse provincie Perugia (regio Umbrië) en telt ruim 5.700 inwoners. De oppervlakte bedraagt 81,1 km², de bevolkingsdichtheid bedraagt ruim 70 inwoners per km².

## Demografie
Passignano sul Trasimeno telt ongeveer 2128 huishoudens. Het aantal inwoners steeg in de periode 1991-2001 met 6,0% volgens cijfers uit de tienjaarlijkse volkstellingen van ISTAT.
| Jaar | Inwoneraantal |
| ---- | ------------- |
| 1991 | 4773          |
| 2001 | 5059          |

## Geografie
De gemeente ligt op ongeveer 289 m boven zeeniveau.
Passignano sul Trasimeno grenst aan de volgende gemeenten: Castiglione del Lago, Lisciano Niccone, Magione, Tuoro sul Trasimeno, Umbertide.